# Jorge Du Bois Gervasi
Jorge Du Bois Gervasi (Chiclayo, 10 de febrero de 1927 - Lima, 8 de julio de 2018) fue un vicealmirante y político peruano. Fue Ministro de Industria (1978-1980) en el Gobierno de Francisco Morales Bermúdez y ministro de Marina (1983-1985), presidente del Comando Conjunto de las Fuerzas Armadas y comandante general de la Marina (1981-1982) en el Segundo gobierno de Fernando Belaúnde. 

## Biografía
Jorge Du Bois Gervasi nació en la ciudad de Chiclayo en 1927, hijo de Federick Johaness Max Du Bois Barth e Isabel Gervasi Tassara. Realizó sus estudios escolares en el Colegio San José de la ciudad de Chiclayo. Se casó con Teresa Freund Santillana, con quien tuvo 5 hijos: María Isabel, María Teresa, María Patricia, Wilheim y Fritz Du Bois.
En 1945, ingresó a la Escuela Naval del Perú, de la cual egresó como Alférez de Fragata en 1949. De julio de 1965 a agosto de 1968 fue Edecán del presidente Fernando Belaúnde Terry. En 1971 fue nombrado director de los Servicios Industriales de la Marina (SIMA) y durante su gestión se creó la empresa pública SIMA-Perú.
En 1975 fue designado como Jefe de la Oficina Nacional de Integración, que luego se convertiría en Ministerio de Integración. Como tal, fue Representante Plenipotenciario del Perú ante la Comisión del Acuerdo de Cartagena. También presidió el Consejo Latinoamericano, órgano del Sistema Económico Latinoamericano. Renunció al cargo en 1976.
En 1978 fue designado como miembro del Directorio del Banco Central de Reserva del Perú, siendo Vicepresidente del Directorio en ese mismo año. Sin embargo, ejerció solo hasta setiembre de 1978 debido a que fue nombrado Ministro de Industria.
De 2005 a 2011 fue director de Servicios Industriales de la Marina (SIMA)

### Ministro de Industria
En setiembre de 1978 fue nombrado Ministro de Industria, Comercio y Turismo por el presidente Francisco Morales Bermúdez. Permaneció en el cargo hasta julio de 1980.[cita requerida]

### Comandante general de la Marina
Fue comandante general de la Marina de Guerra del Perú de 1981 a 1982. En este periodo también ejerció como presidente del Comando Conjunto de las Fuerzas Armadas del Perú.

### Ministro de Marina
En enero de 1983, fue nombrado como Ministro de Marina por el presidente Fernando Belaúnde Terry. Desempeñó el cargo hasta el final del gobierno en julio de 1985.

### Actividades posteriores
En julio de 1996 fue nombrado Presidente del Instituto Peruano de Energía Nuclear. Ejerció el cargo hasta mayo de 2000. Fue parte de la Comisión Consultiva del Ministerio de Relaciones Exteriores.

## Reconocimientos
- Orden El Sol del Perú en el grado de Gran Oficial (1979)[10]
- Orden Militar de Ayacucho en el grado de Gran Cruz (1981)[11]
- Distinción y Medalla a los Valores Democráticos “Fernando Belaunde Terry” - Universidad San Ignacio de Loyola[12]